# يوندنج
يوندنج[ˈleːɔ̯nd̥iŋ] هو جنوب غرب مدينة لينز في النمسا ولاية النمسا العليا. تحدها بوتشيناو ونهر الدانوب في الشمال، فيلهيرينغ وباشينج في الغرب،تارون في الجنوب وينز في الشرق. يبلغ عدد سكانها أكثر من 27 ألف شخص،ليوندنج هي المدينة الأكثر اكتظاظًا بالسكان في منطقة لينز لاند ورابع أكبر مدينة من حيث عدد السكان في النمسا العليا.
إنه قريب جدًا من لينز ويوفر إطلالة جميلة على جبال الألب وبالتالي يجذب الطبقات الاجتماعية العليا للعيش دون توفير الكثير من البنية التحتية بمفرده. نظرًا لقربها من لينز واتصال النقل الجيد (مثل السكك الحديدية أو وست اروبان أو وينر شتراسه أو مطار لينز )، فإنها تجذب شركات مثل روزنباور أو إبنر إندستريوفينباو أو بولوبلاست أو نيويون. أرباب العمل الرئيسيين الآخرين هم مركز التسوق UNO (حوالي 850 وظيفة) بالإضافة إلى مركز تسوق بلس سيتي (حوالي 2200 وظيفة).
من عام 1898 إلى عام 1905،عاش أدولف هتلر في ليوندنج حيث التحق بالمدرسة الابتدائية المحلية ولاحقًا في مدرسة القواعد في لينز القريبة. قبور والديه الويس وكلارا في ليوندنج. ودُفن أخوه إدموند،الذي مات بسبب الحصبة هناك أيضًا. قام وفد من الاشتراكيين الوطنيين باساو بزيارة قبر الأسرة بشكل غير قانوني. زار هتلر القبر عام 1938. في عام 2012،عندما لم يجدد أحد أقارب زوجة ألويس هتلر الأولى، آنا، عقد الإيجار، تم حل القبر.
في عام 1903توفي والد هتلر عندما شرب كأسًا من النبيذ في دار ضيافة في ليوندنج.[بحاجة لمصدر]

ينقسم يوندنج إلى 22 منطقة: الهارتنج، ايشبرج، بوخيبرج، دوبل، برغام، بيرج ، إنزينوينكل ، فالنق ، ايشبرج ، فريزينج ، جامبيرج ، هاج ، هارت ، هولزهايم ، إمبرج ، جيتزنج ، ليوندنج ، ريث ، روفلينج ، سانت إيسيدور ، ستوداك ، أونترجمبرج وزوبيرتال.

## تعداد السكان
نمت بلدة يوندنج بسرعة منذ عام 2000 وكان عدد السكان في عام 2018 28،698 قفزًا من 22،203 في عام 2001. كان هذا النمو السريع بسبب المنازل ذات الحجم المناسب وبأسعار معقولة والتي كانت أرخص بكثير من تلك الموجودة في لينز المجاورة. يوندنج هي أيضًا منطقة معيشة جذابة جدًا لعائلات الطبقة المتوسطة وهذا سبب آخر للنمو السريع.

## مجلس محلي
أظهرت انتخابات عام 2015 النتائج التالية:
| حفل                   | حصة التصويت | يتغيرون  | المقاعد في Gemeinderat | يتغيرون | مقاعد في Stadtrat |
| --------------------- | ----------- | -------- | ---------------------- | ------- | ----------------- |
| SPÖ                   | 33.84٪      | - 9،23 ٪ | 13                     | -4      | 4                 |
| FPÖ                   | 23،39 ٪     | + 9،92 ٪ | 9                      | +4      | 2                 |
| ÖVP                   | 22 ، 27 ٪   | - 6،80 ٪ | 8                      | -3      | 2                 |
| الخضر - البديل الأخضر | 13،64 ٪     | + 2،05 ٪ | 5                      | +1      | 1                 |
| نيوس                  | 5،97 ٪      | + 5،97 ٪ | 2                      | +2      | 0                 |

المجموع: 37 مقعدا

## رؤساء البلديات
| رؤساء البلديات منذ عام 1945 | رؤساء البلديات منذ عام 1945 | رؤساء البلديات منذ عام 1945 | رؤساء البلديات منذ عام 1945 |
| اسم                         | حفل                         | مدة المنصب                  |                             |
| --------------------------- | --------------------------- | --------------------------- | --------------------------- |
| جوزيف لينر                  | SPÖ                         | 1946-1961                   |                             |
| فرانز كلافبوك               | SPÖ                         | 1961-1968                   |                             |
| ليوبولد فينستر              | SPÖ                         | 1968-1982                   |                             |
| ليوبولد كرونشتاينر          | SPÖ                         | 1982-1997                   |                             |
| هربرت سبيرل                 | SPÖ                         | 1997-2008                   |                             |
| والتر برونر                 | SPÖ                         | منذ 2008                    |                             |

## روابط خارجية
- الصفحة الرئيسية الرسمية